# مهرجان حيفا السينمائي الدولي
مهرجان حيفا السينمائي الدولي هو مهرجان سينمائي سنوي يقام كل خريف (بين أواخر سبتمبر وأواخر أكتوبر )، في حيفا، إسرائيل.

## التاريخ
تم افتتاح المهرجان في عام 1983  وكان الأول من نوعه في إسرائيل.  على مر السنين، أصبح الحدث السينمائي الرئيسي في البلاد.
يستقطب مهرجان حيفا السينمائي الدولي جمهوراً عريضاً من رواد السينما والمهنيين الإعلاميين من إسرائيل والخارج.  على مدار الأسبوع، تقام عروض خاصة لـ 170 فيلمًا جديدًا.  إلى جانب الأفلام التي يتم عرضها على مدار الساعة في سبعة مسارح، يعرض المهرجان عروضًا في الهواء الطلق. تشمل فئات الأفلام، والأفلام الوثائقية، والرسوم المتحركة، والأفلام القصيرة.

## روابط خارجية
- الموقع الرسمي لمهرجان حيفا السينمائي الدولي